# Кульматычи
Кульматычи (укр. Кульматичі) — село в Судововишнянской городской общине Яворовского района Львовской области Украины.
Население по переписи 2001 года составляло 128 человек. Занимает площадь 0,398 км². Почтовый индекс — 81380. Телефонный код — 3234.